# Форбс, Джордж, 5-й граф Гранард
Джордж Форбс, 5-й граф Гранард (англ. George Forbes, 5th Earl of Granard; 2 апреля 1740 — 15 апреля 1780) — англо-ирландский политик и пэр.

## Происхождение
Родился 2 апреля 1740 года. Единственный сын генерал-лейтенанта Джорджа Форбса, 4-го графа Гранарда (1710—1769), и Летиции Дэвис (? — 1778) дочери ирландского политика Артура Дэвиса из Хэмпстеда и его жены Кэтрин Стюарт, дочери 1-го виконта Маунтджоя.

## Карьера
Джордж Форбс заседал в Ирландской палате общин от Сент-Джонстауна в 1762—1768 годах.
16 октября 1769 года после смерти своего отца Джордж Форбс унаследовал титулы 5-го графа Гранарда (Пэрство Ирландии), 5-го виконта Гранарда из графства Лонгфорд (Пэрство Ирландии), 5-го барона Клэнхью из графства Лонгфорд (Пэрство Ирландии) и 6-го баронета Форбса из замка Форбс в графстве Лонгфорд (Ирландия), став членом Ирландской палаты лордов.
С 1769 по 1780 год — хранитель рукописей (Custos Rotulorum) в графстве Лонгфорд, с 1771 года — член Тайного совета Ирландии.

## Личная жизнь
Джордж Форбс был дважды женат. Его первый брак состоялся 12 июля 1759 года с Доротеей Бэйли (1738 — 24 февраля 1764), второй дочерью сэра Николаса Бэйли, 2-го баронета, от его первой жены Кэролайн Пэджет (дочери бригадного генерала Томаса Пэджета, губернатор Менорки). У супругов был один сын:
- Джордж Форбс, 6-й граф Гранард (14 июня 1760 — 9 июня 1837), был женат на леди Селене Фрэнсис Родон (1759—1827), второй дочери Джона Родона, 1-го графа Мойры, от его жены, леди Элизабет Гастингс (дочери Теофилуса Гастингса, 9-го графа Хантингдона, и Селины Гастингс, графини Хантингдон)[4].

27 апреля 1766 года в Лондоне Джордж Форбс повторно женился на леди Джорджиане Огасте Беркли (18 сентября 1749 — 24 января 1820), старшей дочери Беркли, 4-го графа Беркли, и Элизабет Дракс (старшая дочь Генри Дракса из Эллертон-Эбби). Дети от второго брака:
- Достопочтенный Генри Форбс (род. 6 сентября 1767), в 1794 году женился на Элизабет Престон, второй дочери Джона Престона[4]
- Достопочтенный Фредерик Форбс (7 ноября 1776 — 2 февраля 1817), в 1796 году женился на Мэри Батлер, единственной дочери Джона Батлера[4].
- Леди Джорджиана Энн Форбс, в 1796 году она вышла замуж за полковника Арчибальда Макнейла из Колонсея[4]
- Леди Августа Форбс, в 1798 году она вышла замуж за генерал-лейтенанта сэра Джеймса Лейта из Лейт-Холла[4]
- Леди Луиза Джорджиана Форбс (декабрь 1779 — 25 января 1830), в 1806 году она вышла замуж за сэра Уильяма Колла, 2-го баронета из Уайтфорда[4].
- Леди Элизабет Форбс (? — 1843).

После его смерти 15 апреля 1780 года титул ему унаследовал его старший сын от первого брака Джордж Форбс. Его вдова снова вышла замуж за преподобного Сэмюэля Литтла в январе 1781 года.